# Мысовской сельский совет
Мысовской сельский совет (укр. Мисівська сільська рада, крымскотат. Qazan Tip köy şurası) — административно-территориальная единица в Ленинском районе АР Крым Украины (фактически до 2014 года; ранее до 1991 года — в составе Крымской области УССР в СССР, до 1954 года — в составе Крымской области РСФСР в СССР, до 1945 года — в составе Крымской АССР РСФСР в СССР), на Керченском полуострове. Население по переписи 2001 года — 1073 человека
К 2014 году состоял из 4 сёл:
- Мысовое
- Азовское
- Заводское
- Семёновка

## История
Казантипский сельсовет был образован в начале 1920-х годов в составе Петровского района Керченского уезда. 11 октября 1923 года, согласно постановлению ВЦИК, в административное деление Крымской АССР были внесены изменения, в результате которых округа были отменены, Керченский округ слили с Феодосийским, Петровский район упразднили, влив в Керченский район. По результатам всесоюзной переписи 17 декабря 1926 года Казантипский сельский совет включал 5 населённых пунктов с населением 655 человек.
Постановлением ВЦИК «О реорганизации сети районов Крымской АССР» от 30 октября 1930 года (по другим сведениям 15 сентября 1931 года) Керченский район упразднили и сельсовет включили в состав Ленинского. Указом Президиума Верховного Совета РСФСР от 21 августа 1945 года Казантипский сельсовет был переименован в Мысовский.С 25 июня 1946 года сельсовет в составе Крымской области РСФСР, а 26 апреля 1954 года Крымская область была передана из состава РСФСР в состав УССР. На 15 июня 1960 года в составе совета числились следующие населённые пункты:
- Азовское
- Мысовое
- Семёновка

Тот же состав сохранялся и на 1 января 1968 года. К 1977 году к совету присоединили Заводское и он обрёл современный состав. С 12 февраля 1991 года сельсовет в восстановленной Крымской АССР, 26 февраля 1992 года переименованной в Автономную Республику Крым. С 21 марта 2014 года в составе Крыма аннексирован Россией. Законом «Об установлении границ муниципальных образований и статусе муниципальных образований в Республике Крым» от 4 июня 2014 года территория административной единицы была объявлена муниципальным образованием со статусом сельского поселения.